# 1-Fluoroadamantane
Le 1-fluoroadamantane est un composé organique fluoré dérivé de l'adamantane.